# 井上員男
井上 員男（いのうえ かずお、1932年 - ）は、日本の版画家。ペーパー・ドライポイント（紙凹版画）において独自の技法を開発した。

## 来歴・人物
香川県観音寺市出身。1950年（昭和25年）香川県立観音寺第一高等学校卒業。1954年（昭和29年）香川大学教育学部美術科卒業、地方公務員として公立高校の教員となり兵庫県立高校美術教諭となる。1970年（昭和45年）紙凹版画独創技法開拓。1979年（昭和54年）香川県立高校美術教諭を辞め、東京都羽村市に転居。1988年（昭和63年）在仏日本大使館主催ユネスコ日本週間展覧会に招待出品（『版画平家物語』、『雪国』、『アヤメ』）。2003年（平成15年）8月、香川県中学校美術教育研究会の活動の一環として、香川県の中学の美術教員に対して紙凹版画の技法を教えるなど、技法の普及にも力を入れている。また、母校である香川県立観音寺第一高等学校の同窓会東京支部の会誌『燧』（ひうち）の表紙用に作品を提供するなど、同窓会に対しても積極的に支援をしてきた。
神奈川県鎌倉市在住

## 原理・技法
ペーパー・ドライポイント（紙凹版画）については、日本の教材会社が1960年（昭和35年）頃、小学校の教材として原理を開発した。それは当時流行したが、現在は廃れている。また、専門の版画家が何人か試みたが、美術の領域までは高められず、単調な版画に過ぎなかった。しかし、井上が独自に開発した技法により、ぼかしや中間のトーンが出せるようになり、立体感や空間感といった高度な表現も可能になった。
ペーパー・ドライポイントの原版は、厚さ0.7mmの厚紙の片面を樹脂加工したものである。そのままではインキを吸わないが、カッター・ナイフで線を刻んだり、はぎ取ったりすると、紙の地肌が出て、インキを吸う。このように凹版と平板を併用したものといえる。木版画や銅版画との違いは、(1)非常に細い線が出せる、(2)幅広い黒のつぶしが、線やぼかしと同時に出せる、(3)ぼかしが可能、(4)すべて一版で出せるが、二版使うこともあるといったものである。
井上による工程は、まず下絵を描き、それをトレーシング・ペーパーに写し取る。原版の上にカーボン紙を置き、その上に、前述のトレーシング・ペーパーを裏返しで乗せ、線をなぞって原版に写し取る。その写し取った線をたよりに、カッター・ナイフで刻んだり、はぎ取ったりする。布のタンポで、原版にエッチングインキを塗り、別の布で拭いて、調子を整える。こうして、エッチング・プレスで、和紙に摺る。2枚目以降は、布のタンポで原版にエッチングインキを塗る作業から始めることになる。実際に摺ることができるのは10～20枚程度で、それ以降は原版が急速に衰える。

## 代表作品
- 『版画吉野川』シリーズ（1971-）光が丘美術館
- 『四国の漁港』シリーズ（1974-）香川県立ミュージアム、光が丘美術館、青梅市立美術館
- 『瀬戸内』シリーズ（1976-）香川県立ミュージアム、光が丘美術館、青梅市立美術館
- 『阿波浄瑠璃人形』シリーズ（1977-）香川県立ミュージアム、光が丘美術館、青梅市立美術館
- 『版画平家物語』(1982-1995完成)香川県立ミュージアム、光が丘美術館
- 『版画日本の城』シリーズ（1996-）
- 『雪国』シリーズ（1978-）光が丘美術館、青梅市立美術館

## 主な著書・画集
- 『吉野川―版画』牧野出版1973
- 『井上員男の山の花―版画文集』木耳社1982ISBN 978-4839353575
- 『井上員男の山の花〈続〉―版画文集』木耳社1984ISBN 978-4839353919
- 『モノクロームの詩的情景―紙版画家井上員男の世界』青梅市立美術館1985. NCID BA61308069
- 『井上員男展 : 「版画平家物語」の世界へ』1995　香川県文化会館. NCID BA67802294

## 個展
- 1985年 青梅市立美術館第1回特別展（モノクロームの詩的情景 井上員男の世界）
  - 以後、全国の百貨店、画廊等で100回以上

- 2013年 版画平家物語 井上員男展（鎌倉生涯学習センター、神奈川県鎌倉市）
- 2014年 井上員男 版画平家物語展（建長寺、神奈川県鎌倉市)
- 2015年 版画平家物語展（鎌倉生涯学習センター、神奈川県鎌倉市）、井上員男展（画廊 岳、東京都国立市）
- 2016年-2017年 「版画平家物語」展（えさし藤原の郷、岩手県奥州市）
- 2018年 日本の城シリーズと山野草展（画廊 岳、東京都国立市）
- 2019年 紙凹版画「日本の城」井上員男展（鎌倉芸術館）